# Giuseppe De Mattia
Giuseppe De Mattia, talvolta indicato anche come Demattia (Noicattaro, 1803 – Noicattaro, 12 novembre 1895), è stato un pittore e avvocato italiano.

## Biografia
Giuseppe De Mattia fu battezzato nella chiesa madre di Noicattaro il 26 giugno 1803, nello stesso giorno della sua nascita e gli fu imposto il nome di Giuseppe Angelo Raffaele Giovanni Battista nato da Francesco Giuseppe di Matthia e Domenica Franchino. Tuttavia il pittore firmò le sue opere sempre De Mattia o Demattia.
Frequentò l'Università di Napoli dove conseguì nel 1828 la laurea in Giurisprudenza.

## Formazione
Frequentò dapprima l'accademia artistica napoletana per poi trasferirsi a Roma per perfezionare la sua tecnica dove fu allievo di Vincenzo Camuccini. Ebbe tra condiscepoli Giuseppe Mancinelli e Francesco Oliva.

## Opere
Le principali opere del De Mattia sono conservate nelle chiese di Noicattaro e della provincia di Bari. Di particolare rilevanza sei grandi tele custodite nella Chiesa dedicata alla Madonna della Lama in Noicattaro e due tele custodite nella parrocchia di S. Agostino a Bisceglie.